# Psapharochrus albomaculatus
Psapharochrus albomaculatus là một loài bọ cánh cứng trong họ Cerambycidae.